# Bellevalia
Bellevalia Lapeyr. è un genere di piante angiosperme monocotiledoni della famiglia Asparagaceae (sottofamiglia Scilloideae), che comprende oltre una settantina di specie diffuse dal bacino del Mediterraneo all'Asia centrale.

## Etimologia
Il nome del genere è un omaggio al botanico francese Pierre Richer de Belleval (1564-1632), fondatore del Jardin des Plantes de Montpellier.

## Tassonomia
La classificazione tradizionale (Sistema Cronquist, 1981) assegnava il genere Bellevalia alla famiglia delle Liliacee.
La moderna classificazione filogenetica ha notevolmente ridimensionato i confini del raggruppamento delle Liliacee, trasferendo molti generi in altre famiglie. Nella classificazione APG II (2003) il genere Bellevalia veniva attribuito alla famiglia Hyacinthaceae, raggruppamento incluso nelle Asparagaceae dalle successive versioni APG III (2009) e APG IV (2016).
Il genere comprende le seguenti specie:
- Bellevalia anatolica B.Mathew & Özhatay
- Bellevalia assadii Wendelbo
- Bellevalia aucheri (Baker) Losinsk.
- Bellevalia bayburtensis Sefali & Yildirim
- Bellevalia behcetii Pinar, Eroglu & Fidan
- Bellevalia brevipedicellata Turrill
- Bellevalia chrisii Yildirim & B.Sahin
- Bellevalia ciliata (Cirillo) T.Nees
- Bellevalia clusiana Griseb.
- Bellevalia crassa Wendelbo
- Bellevalia cyanopoda Wendelbo
- Bellevalia cyrenaica Maire & Weiller
- Bellevalia decolorans Bornm.
- Bellevalia densiflora Boiss.
- Bellevalia desertorum Eig & Feinbrun
- Bellevalia douinii Pabot & Mouterde
- Bellevalia dubia (Guss.) Schult. & Schult.f.
- Bellevalia edirnensis Özhatay & B.Mathew
- Bellevalia eigii Feinbrun
- Bellevalia feinbruniae Freitag & Wendelbo
- Bellevalia flexuosa Boiss.
- Bellevalia fominii Woronow
- Bellevalia galitensis Bocchieri & Mossa
- Bellevalia glauca (Lindl.) Kunth
- Bellevalia gracilis Feinbrun
- Bellevalia hermonis Mouterde
- Bellevalia heweri Wendelbo
- Bellevalia hyacinthoides (Bertol.) K.Perss. & Wendelbo
- Bellevalia juliana Bareka, Turland & Kamari
- Bellevalia koeiei Rech.f.
- Bellevalia koyuncui Karabacak & Yildirim
- Bellevalia kurdistanica Feinbrun
- Bellevalia leucantha K.Perss.
- Bellevalia lipskyi (Miscz.) Wulff.
- Bellevalia longipes Post
- Bellevalia longistyla (Miscz.) Grossh.
- Bellevalia macrobotrys Boiss.
- Bellevalia malatyaensis Uzunh. & H.Duman
- Bellevalia mathewii Özhatay & Koçak
- Bellevalia mauritanica Pomel
- Bellevalia modesta Wendelbo
- Bellevalia montana (K.Koch) Boiss.
- Bellevalia mosheovii Feinbrun
- Bellevalia multicolor Wendelbo
- Bellevalia nivalis Boiss. & Kotschy
- Bellevalia olivieri (Baker) Wendelbo
- Bellevalia palmyrensis Feinbrun
- Bellevalia paradoxa (Fisch. & C.A.Mey.) Boiss.
- Bellevalia parva Wendelbo
- Bellevalia pseudofominii Özhatay & E.Kaya
- Bellevalia pseudolongipes Karabacak & Yildirim
- Bellevalia rixii Wendelbo
- Bellevalia romana (L.) Sweet
- Bellevalia salah-eidii Täckh. & Boulos
- Bellevalia sasonii Fidan
- Bellevalia saviczii Woronow
- Bellevalia sessiliflora (Viv.) Kunth
- Bellevalia shiraziana Parsa
- Bellevalia sirnakensis (Yild.) Yild.
- Bellevalia sitiaca Kypriotakis & Tzanoud.
- Bellevalia speciosa Woronow ex Grossh.
- Bellevalia spicata (Raf.) Boiss.
- Bellevalia stepporum Feinbrun
- Bellevalia tabriziana Turrill
- Bellevalia tauri Feinbrun
- Bellevalia trifoliata (Ten.) Kunth
- Bellevalia tristis Bornm.
- Bellevalia turkestanica Franch.
- Bellevalia undulatifolia Özhatay, Gürdal & E.Kaya
- Bellevalia validicarpa Ponert
- Bellevalia vuralii B.Sahin & Aslan
- Bellevalia warburgii Feinbrun
- Bellevalia webbiana Parl.
- Bellevalia wendelboi Maassoumi & Jafari
- Bellevalia zoharyi Feinbrun